# Persone di nome Ricardo/Calciatori
| Questa pagina contiene informazioni ricavate automaticamente dalle voci biografiche con l'ausilio del template Bio e di un bot. L'aggiornamento è periodico e automatico e ricostruisce completamente la pagina. Se manca una persona in questa lista, sei pregato di non aggiungerla, ma accertati piuttosto che la sua voce biografica contenga il template Bio e che i dati anagrafici siano correttamente compilati. Se il template Bio manca, inseriscilo tu stesso o, in alternativa, metti l'avviso {{tmp\|Bio}} che ne segnala la mancanza. Se i dati riportati sono sbagliati, correggi direttamente la voce biografica; le modifiche saranno visibili in questa lista entro pochi giorni. Per chiarimenti vedi il progetto antroponimi. La lista contiene solo le 172 persone che sono citate nell'enciclopedia e per le quali è stato implementato correttamente il template Bio. Pagina aggiornata al 22 lug 2025. |

Questa è una lista di persone presenti nell'enciclopedia che hanno il nome Ricardo e sono calciatori.

## A(10)
- Ricardo Adé, calciatore haitiano (Saint-Marc, n. 1990)
- Ricardo Alarcón, calciatore argentino (Buenos Aires, n. 1914 - † 1988)
- Ricardo Alonso, ex calciatore argentino (Tandil, n. 1957)
- Ricardo Altamirano, ex calciatore argentino (Laguna Paiva, n. 1965)
- Ricardo Alós, calciatore spagnolo (Moncada, n. 1931 - Valencia, † 2024)
- Ricardo Arias, ex calciatore spagnolo (Valencia, n. 1957)
- Ricardo Azevedo Alves, calciatore svizzero (Ginevra, n. 2001)
- Ricardo José Araújo Ferreira, ex calciatore canadese (Mississauga, n. 1992)
- Ricardo Ribeiro, calciatore portoghese (Moreira de Cónegos, n. 1990)
- Ricardo Alves Pereira, ex calciatore brasiliano (Sinop, n. 1988)

## B(11)
- Ricardo Bango, ex calciatore spagnolo (Gijón, n. 1968)
- Ricardo Abel Barbosa Ferreira, calciatore portoghese (Braga, n. 1989)
- Daniel Bertoni, ex calciatore e allenatore di calcio argentino (Bahía Blanca, n. 1955)
- Ricardo Blanco, calciatore costaricano (Alajuela, n. 1989)
- Ricardo Bocanegra, ex calciatore messicano (Las Vegas, n. 1989)
- Ricardo Bochini, ex calciatore argentino (Zárate, n. 1954)
- Ricardo Bonelli, calciatore argentino (Lanús, n. 1932 - Tampico, † 2009)
- Ricardo Bóvio, ex calciatore brasiliano (Campos dos Goytacazes, n. 1982)
- Ricardo Bravo, ex calciatore peruviano (n. 1970)
- Ricardo Bueno, calciatore brasiliano (San Paolo, n. 1987)
- Ricardo Buitrago, calciatore panamense (Panama, n. 1985)

## C(11)
- Ricardo Batista, calciatore portoghese (Setúbal, n. 1986)
- Ricardo Canales, calciatore honduregno (La Ceiba, n. 1982)
- Ricardo Canals, ex calciatore e procuratore sportivo uruguaiano (Montevideo, n. 1970)
- Agustín Chopitea, calciatore uruguaiano (Mercedes, n. 1999)
- Ricardo Chávez Soto, calciatore messicano (Ciudad Victoria, n. 1994)
- Ricardo Clark, ex calciatore statunitense (Atlanta, n. 1983)
- Ricardo Alexander Clark, ex calciatore guatemalteco (Izabal, n. 1937)
- Ricardo Clarke, calciatore panamense (Panama, n. 1992)
- Ricardo Alves, calciatore portoghese (Lourosa, n. 1993)
- Ricardo Mangas, calciatore portoghese (Olhão, n. 1998)
- Ricardo Martins, calciatore venezuelano (Puerto La Cruz, n. 1990)

## D(18)
- Alemão, ex calciatore e allenatore di calcio brasiliano (Lavras, n. 1961)
- Ricardo César Dantas da Silva, calciatore brasiliano (Natal, n. 1992)
- Ricardo De Rienzo, calciatore argentino (Rosario, n. 1948 - Buenos Aires, † 2013)
- Ricardo Delgado, calciatore lussemburghese (São Francisco Xavier, n. 1994)
- Ricardo Dias Acosta, ex calciatore brasiliano (Rosário do Sul, n. 1985)
- Gastón Díaz, calciatore argentino (Buenos Aires, n. 1988)
- Ricardo Esgaio, calciatore portoghese (Nazaré, n. 1993)
- Ricardo Nascimento, calciatore brasiliano (Ilhéus, n. 1987)
- Ricardo Nunes, ex calciatore sudafricano (Johannesburg, n. 1986)
- Ricardo Alexandre dos Santos, ex calciatore brasiliano (Passos, n. 1976)
- Ricardo André, ex calciatore portoghese (Amadora, n. 1982)
- Ricardo Rodrigues, calciatore portoghese (Paredes, n. 1995)
- Ricardo Manuel Fernandes, ex calciatore portoghese (Azurém, n. 1978)
- Ricardo Henrique da Silva dos Santos, calciatore brasiliano (Volta Redonda, n. 1987)
- Ricardo Jesus, ex calciatore brasiliano (Campinas, n. 1985)
- Ricardo Mathias, calciatore brasiliano (Nova Iguaçu, n. 2006)
- Ricardo Zamora de Grassa, calciatore spagnolo (Madrid, n. 1933 - Madrid, † 2003)
- Ricardo Jorge dos Santos Dias, calciatore portoghese (Aveiro, n. 1991)

## E(1)
- José Escobar, ex calciatore spagnolo (San Fernando, n. 1958)

## F(10)
- Ricardo Faccio, calciatore e allenatore di calcio uruguaiano (Durazno, n. 1907 - † 1970)
- Ricardo Faty, ex calciatore francese (Villeneuve-Saint-Georges, n. 1986)
- Ricardo Fernández, ex calciatore spagnolo (Almería, n. 1975)
- Ricardo Ferreira da Silva, calciatore brasiliano (Curitiba, n. 1984)
- Ricardo Ferrero, calciatore argentino (Córdoba, n. 1955 - † 2015)
- Ricardo Fontana, ex calciatore argentino (Buenos Aires, n. 1950)
- Ricardo Henrique Schuck Friedrich, calciatore brasiliano (Candelária, n. 1995)
- Ricardo Frione, calciatore e allenatore di calcio uruguaiano (Montevideo, n. 1911 - Milano, † 1986)
- Ricardo Fuller, ex calciatore giamaicano (Kingston, n. 1979)
- Ricardo Lopes, ex calciatore angolano (Luanda, n. 1968)

## G(12)
- Ricardo Gallego, ex calciatore spagnolo (Madrid, n. 1959)
- Ricardo Garay, calciatore paraguaiano (Encarnación, n. 1997)
- Ricardo Gardner, ex calciatore giamaicano (Saint Andrew Parish, n. 1978)
- Ricardo Giusti, ex calciatore argentino (Arroyo Seco, n. 1956)
- Ricardo Alfredo González, ex calciatore cileno (San Felipe, n. 1965)
- Ricardo González Rotela, ex calciatore paraguaiano (Piribebuy, n. 1945)
- Ricardo González Fonseca, ex calciatore costaricano (San José, n. 1974)
- Ricardo Goulart, ex calciatore brasiliano (São José dos Campos, n. 1991)
- Ricardo Grigore, calciatore rumeno (Bucarest, n. 1999)
- Ricardo Ávila, calciatore panamense (Panama, n. 1997)
- Ricardo Vaz, calciatore portoghese (Alcabideche, n. 1994)
- Ricardo Vilana, ex calciatore brasiliano (San Paolo, n. 1981)

## H(1)
- Ricardo Harris, ex calciatore costaricano (Limón, n. 1974)

## I(3)
- Ricardo Infante, calciatore argentino (La Plata, n. 1924 - La Plata, † 2008)
- Ricardo Ippel, calciatore olandese (Leida, n. 1990)
- Kaká, ex calciatore brasiliano (Gama, n. 1982)

## J(2)
- Ricardo Jérez, calciatore guatemalteco (Città del Guatemala, n. 1986)
- Ricardo Job, calciatore angolano (Luanda, n. 1987)

## K(2)
- Ricardo Katza, ex calciatore sudafricano (Città del Capo, n. 1978)
- Ricardo Kishna, ex calciatore olandese (L'Aia, n. 1995)

## L(9)
- Ricardo Horta, calciatore portoghese (Sobreda, n. 1994)
- Ricardo La Volpe, ex calciatore e allenatore di calcio argentino (Buenos Aires, n. 1952)
- Ricardo Laborde, ex calciatore colombiano (Cartagena, n. 1988)
- Ricardo Lagos, calciatore peruviano (Trujillo, n. 1996)
- Ricardo Lapetra, calciatore spagnolo (Huesca, n. 1936 - Huesca, † 2025)
- Ricardo León Brito, ex calciatore spagnolo (Santa Cruz de Tenerife, n. 1983)
- Ricardo Lobo, ex calciatore brasiliano (Campinas, n. 1984)
- Ricardo Lopes Pereira, calciatore brasiliano (Nova Rosalândia, n. 1990)
- Ricardo Lucas, ex calciatore brasiliano (San Paolo, n. 1974)

## M(17)
- Ricardo Martins Guimarães, calciatore portoghese (Aveiro, n. 1995)
- Kadu, calciatore brasiliano (Brasilia, n. 1986)
- Ricardo Julián Martínez, calciatore paraguaiano (Asunción, n. 1984)
- Ricardo Miguel Martins Alves, calciatore portoghese (Vila Nova de Cerveira, n. 1991)
- Ricardo Martínez, ex calciatore messicano (Città del Messico, n. 1966)
- Ricardo Mazacotte, ex calciatore argentino (Formosa, n. 1985)
- Ricardo Medina, calciatore uruguaiano
- Ricardo Cavalcante Mendes, calciatore brasiliano (San Paolo, n. 1989)
- Ricardo Mendiguren, ex calciatore spagnolo (Oñati, n. 1968)
- Ricardo Mier, ex calciatore uruguaiano (n. 1956)
- Ricardo Milillo, ex calciatore venezuelano (n. 1969)
- Ricardo Monreal, calciatore messicano (Zacatecas, n. 2001)
- Ricardo Morris, calciatore barbadiano (n. 1994)
- Ricardo Morris, calciatore giamaicano (n. 1992)
- Ricardo Munguía Padilla, calciatore messicano (Città del Messico, n. 1945 - Città del Messico, † 2007)
- Ricardo Pereira, ex calciatore portoghese (Montijo, n. 1976)
- Ricardo Martins Pereira, ex calciatore brasiliano (San Paolo, n. 1986)

## N(4)
- Ricardo Naón, calciatore argentino (La Plata)
- Ricardo Nepamoindou, ex calciatore francese
- Ricardo Noir, calciatore argentino (Villa Elisa, n. 1987)
- Ricardo Jorge Novo Nunes, ex calciatore portoghese (Póvoa do Varzim, n. 1982)

## O(5)
- Ricardinho, calciatore portoghese (Porto, n. 1998)
- Ricardo Oliveira, ex calciatore brasiliano (San Paolo, n. 1980)
- Ricardo Osorio, ex calciatore messicano (Huajuapan de León, n. 1980)
- Ricardo Nuno Oliveira da Rocha, ex calciatore portoghese (Matosinhos, n. 1982)
- Ricardo Valente, calciatore portoghese (Porto, n. 1991)

## P(14)
- Ricardo Matos, calciatore portoghese (Santarém, n. 2000)
- Ricardo Pavoni, ex calciatore uruguaiano (Montevideo, n. 1943)
- Ricardo Pedriel, calciatore boliviano (Santa Cruz de la Sierra, n. 1987)
- Ricardo Peláez, ex calciatore messicano (Città del Messico, n. 1963)
- Ricardo Pepe, calciatore argentino (n. 1896)
- Ricardo Pepi, calciatore statunitense (El Paso, n. 2003)
- Ricardo Perdomo, calciatore uruguaiano (San José de Mayo, n. 1960 - † 2022)
- Guzmán Pereira, calciatore uruguaiano (Montevideo, n. 1991)
- Ricardo Domingos Barbosa Pereira, calciatore portoghese (Lisbona, n. 1993)
- Ricardo Peña, calciatore costaricano (Limón, n. 2004)
- Ricardo Phillips, ex calciatore panamense (Panama, n. 1975)
- Ricardo Pierre-Louis, ex calciatore haitiano (Léogâne, n. 1984)
- Ricardo Jorge Pires Gomes, calciatore capoverdiano (Praia, n. 1991)
- Ricardo Pérez, ex calciatore argentino (Buenos Aires, n. 1944)

## Q(3)
- Ricardo Graça, calciatore brasiliano (Rio de Janeiro, n. 1997)
- Ricardo Quaresma, ex calciatore portoghese (Lisbona, n. 1983)
- Ricardo Queraltó, ex calciatore cileno (Santiago del Cile, n. 1976)

## R(16)
- Ricardo Cardoso, calciatore portoghese (Funchal, n. 2001)
- Ricardo Pessoa, ex calciatore portoghese (Vendas Novas, n. 1982)
- Ricardo Jorge Oliveira Ribeiro Duarte, ex calciatore portoghese (Pontinha, n. 1982)
- Ricardo Ribeiro Fernandes, ex calciatore portoghese (Moreira de Cónegos, n. 1978)
- Ricardo Ryller, calciatore brasiliano (n. 1994)
- Robinho, calciatore portoghese (Lisbona, n. 1997)
- Ricardo Ribeiro de Lima, calciatore brasiliano (Itaberaí, n. 1989)
- Ricardo Rivera, calciatore portoricano (San Juan, n. 1997)
- Ricardo Sérgio Rocha Azevedo, ex calciatore portoghese (Santo Tirso, n. 1978)
- Ricardo Roberto Barreto da Rocha, ex calciatore brasiliano (Recife, n. 1962)
- Riki Rodríguez, calciatore spagnolo (Oviedo, n. 1997)
- Ricardo Rodríguez, calciatore svizzero (Zurigo, n. 1992)
- Ricardo Rojas, ex calciatore paraguaiano (Posadas, n. 1971)
- Ricardo Francisco Rojas, ex calciatore cileno (Vallenar, n. 1974)
- Nahuel Roldán, calciatore uruguaiano (Montevideo, n. 1998)
- Ricardo Silva, calciatore portoghese (Mafamude, n. 1999)

## S(6)
- Ricardo Esteves, ex calciatore portoghese (Lisbona, n. 1979)
- Ricardo Pegnotti, calciatore argentino (San Antonio de Areco, n. 1934 - Buenos Aires, † 2015)
- Ricardo Jorge, ex calciatore portoghese (Marinha Grande, n. 1980)
- Ricardo Santos Lago, ex calciatore brasiliano (Ilhéus, n. 1980)
- Ricardo Serna, ex calciatore spagnolo (Siviglia, n. 1964)
- Ricardo Soares Florêncio, ex calciatore brasiliano (Recife, n. 1976)

## T(4)
- Ricardo Machado, calciatore portoghese (Vila Nova de Gaia, n. 1988)
- Ricardo Tavarelli, ex calciatore paraguaiano (Asunción, n. 1970)
- Ricardo Toro, ex calciatore cileno (Santiago del Cile, n. 1958)
- Ricardo Trigueño Foster, ex calciatore guatemalteco (Livingston, n. 1980)

## U(1)
- Ricardo Ulloa, ex calciatore salvadoregno (Metapán, n. 1990)

## V(9)
- Ricardo van Rhijn, calciatore olandese (Leida, n. 1991)
- Ricardo Vaghi, calciatore argentino (Buenos Aires, n. 1916)
- Ricardo Vaz Tê, ex calciatore portoghese (Lisbona, n. 1986)
- Ricardo José Veiga Varzim Miranda, calciatore portoghese (Barcelos, n. 1994)
- Ricardinho Viana, calciatore brasiliano (San Paolo, n. 2001)
- Ricardo Villa, ex calciatore e allenatore di calcio argentino (Buenos Aires, n. 1952)
- Ricardo Villar, ex calciatore brasiliano (San Paolo, n. 1979)
- Ricardo Villarraga, ex calciatore colombiano (Bogotà, n. 1990)
- Ricardo Visus, calciatore spagnolo (Madrid, n. 2001)

## Z(1)
- Ricardo Zatelli, calciatore argentino

## Á(2)
- Ricardo Álvarez, ex calciatore argentino (Buenos Aires, n. 1988)
- Ricardo Rodríguez Álvarez, calciatore spagnolo (León, n. 1918 - León, † 1980)